# 袁家堡駅
袁家堡駅（えんかほうえき）は中華人民共和国遼寧省丹東市鳳城市にある、中国鉄路総公司（CR）瀋丹線の駅。瀋陽駅から203km、丹東駅から67kmの位置にある。瀋陽鉄道局所属の駅に設定されている。

## 駅周辺
- 袁家溝小学

## 隣の駅
中国国鉄
瀋丹線
鶏冠山駅 - 袁家堡駅 - 四台子駅